# Ismo Vorstermans
Ismo Vorstermans est un footballeur néerlandais, né le 30 mars 1989 à Almere. Il évolue au poste de défenseur central.

## Biographie
Formé au FC Utrecht, il débute en professionnel en 2010 lors d'un match de coupe.
En 2013, en fin de contrat avec son club formateur après un prêt de 18 mois au VVV Venlo, il s'engage au FC Dordrecht en deuxième division.
Auteur d'un but lors de son premier match, il étonne la semaine suivante en annonçant la fin de sa carrière pour reprendre ses études.

## Palmarès
Vierge

## Statistiques
| Saison    | Club         | Pays           | Championnat        | Coupes nationales | Coupes d'Europe |
| --------- | ------------ | -------------- | ------------------ | ----------------- | --------------- |
| 2009-2010 | FC Utrecht   | Eredivisie     | -                  | 1 match           | -               |
| 2010-2011 | FC Utrecht   | Eredivisie     | 10 matchs / 2 buts | -                 | 2 matchs (C3)   |
| 2011-2012 | FC Utrecht   | Eredivisie     | 7 matchs / 1 but   | -                 | -               |
| 2011-2012 | VVV Venlo    | Eredivisie     | 16 matchs / 1 but  | -                 | -               |
| 2012-2013 | VVV Venlo    | Eredivisie     | 10 matchs / 1 but  | -                 | -               |
| 2013-2014 | FC Dordrecht | Eerste divisie | 1 match / 1 but    | -                 | -               |

Dernière mise à jour le 26 septembre 2013